# Grotta di Longtan
La Grotta di Longtan è un sito archeologico che si trova ai piedi della montagna Wanjiashan nella Contea di He in Cina, dove sono stati ritrovati diversi fossili dell'Homo erectus, tra i quali il cranio numero di repertorio IVPP PA 830.

## Descrizione
Tra il 1980 e il 1981, oltre al fossile di cranio PA830 sono stati ritrovati e classificati i seguenti fossili:
- terzo premolare superiore destro (P3 PA832);
- primo molare superiore sinistro (M1 PA836);
- terzo premolare superiore sinistro (P3 HXUP3);
- primo molare superiore sinistro (M1 PA836);
- secondo molare superiore sinistro (M2 PA833);
- secondo molare superiore destro (M2 PA837);
- secondo molare inferiore sinistro (M2 PA834-1);
- terzo molare inferiore sinistro (M3 PA834-2);
- secondo molare inferiore sinistro (M2 PA839);
- secondo molare inferiore sinistro (M2 PA838);
- incisivo centrale superiore destro (I1 PA835).